# بارو سانوگو
بارو سانوگو (انگلیسی: Barou Sanogo؛ زادهٔ ۱۸ آوریل ۱۹۹۵) بازیکن فوتبال اهل مالی است.
وی همچنین در تیم ملی فوتبال مالی بازی کرده است.